# Cừu Romanov

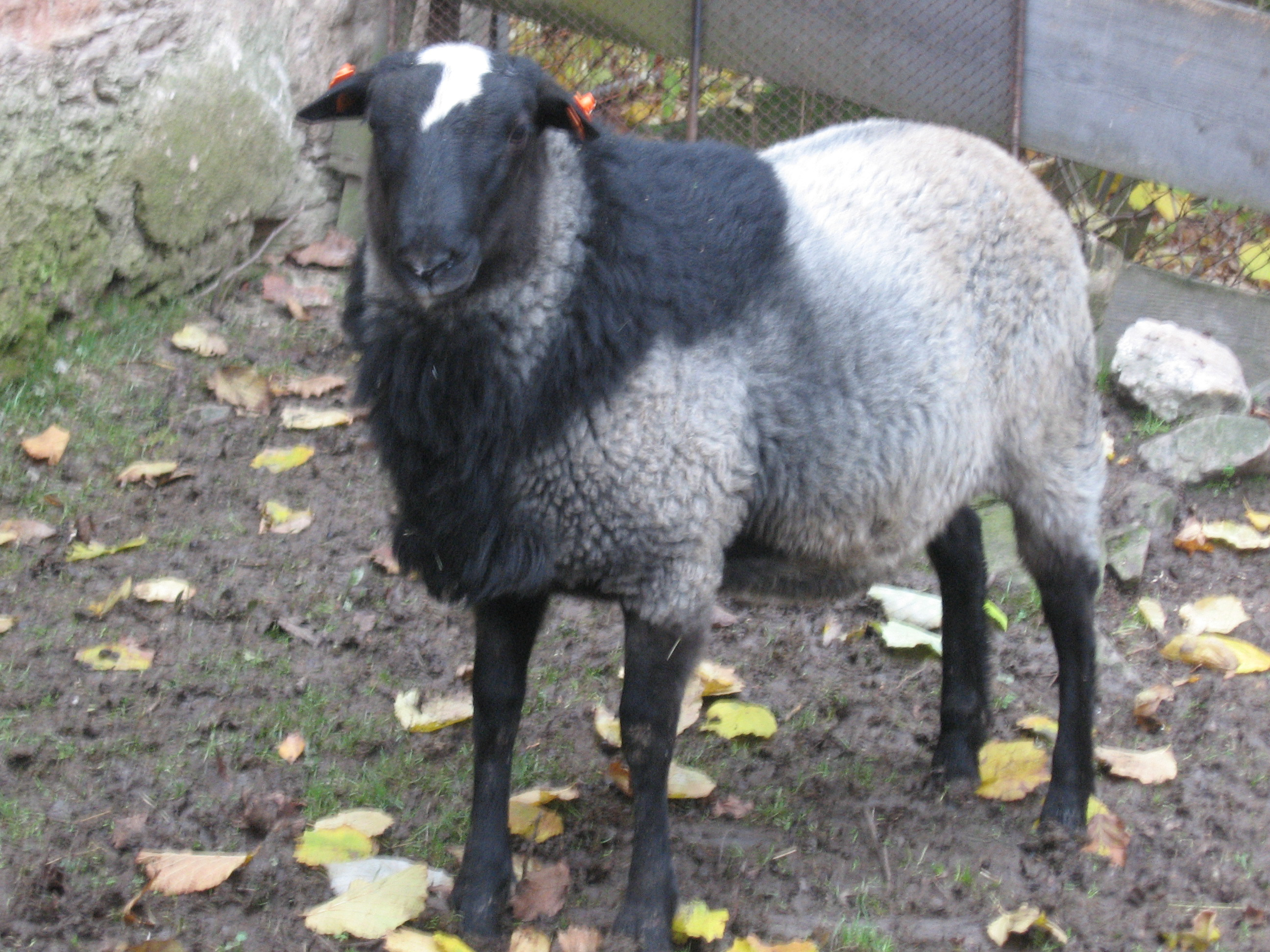
Cừu Romanov

Cừu Romanov là một giống cừu nhà có nguồn gốc từ các khu vực Thượng Volga ở Nga. Những con cừu nhà có tên Romanov từ thị trấn cùng tên. Trong thế kỷ 18, những con cừu đầu tiên đã được ghi nhận. Ngay sau khi được công nhận, chúng đã được nhập khẩu vào Đức và sau đó vào nước Pháp. Trong năm 1980, 14 con cừu cái và 4 đực được đưa ra bởi chính phủ Canada và đã được cách ly cho 5 năm. Sau khi thử nghiệm, một số giống cừu Romanov đã được đưa vào Hoa Kỳ. Giống cừu này được nuôi chủ yếu để lấy thịt cừu. Chúng là giống nền để lai tạo nên giống cừu Gotland.

## Đặc điểm

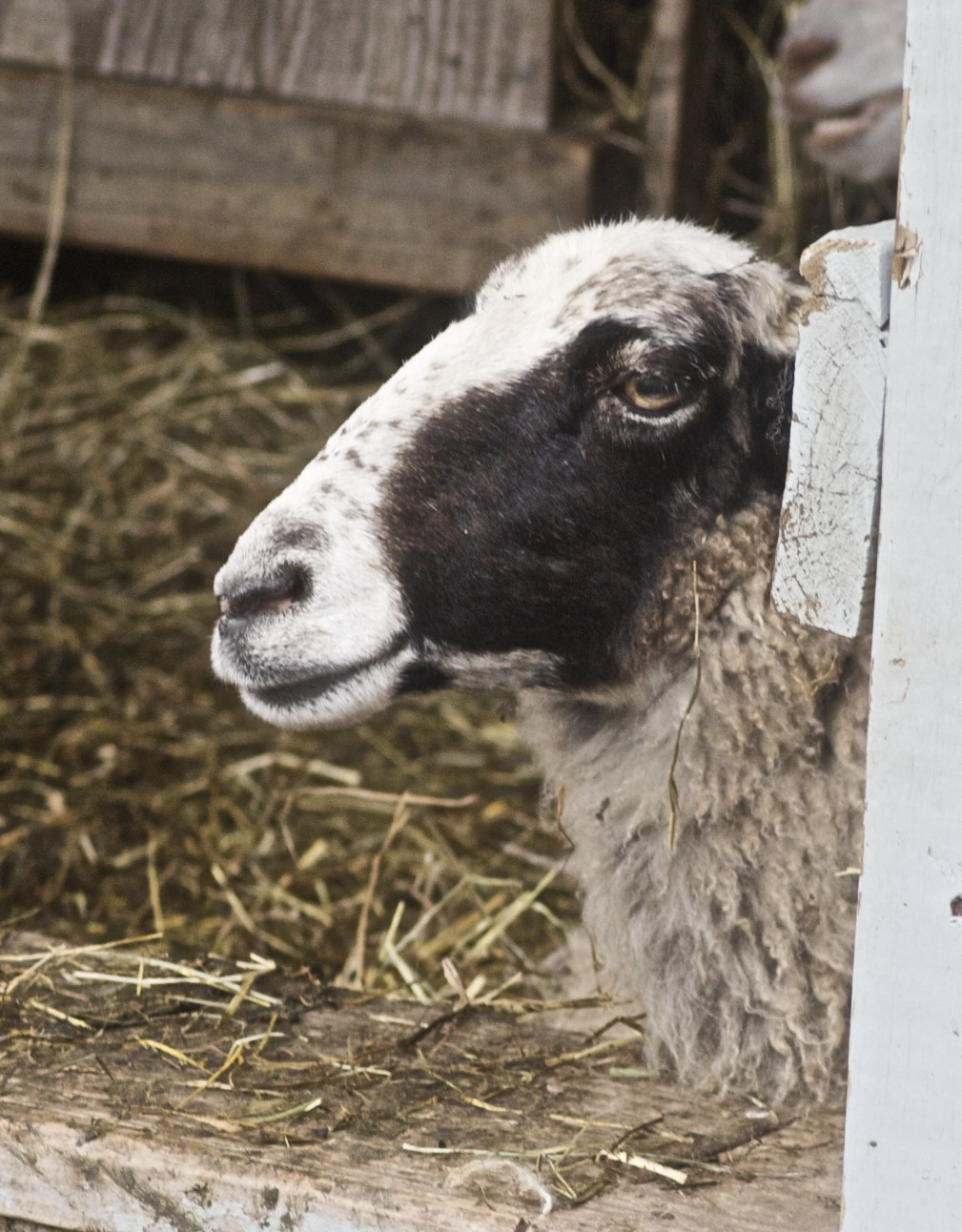
Cừu Romanov

Cừu Romanov là một trong những giống cừu đuôi ngắn Bắc Âu. Chúng là giống thuần chủng với bộ lông thuần nhất một màu đen khi chúng được sinh ra, nhưng khi chúng lớn lên màu nhanh chóng thay đổi sang màu xám. Trọng lượng trung bình của một con cừu đực Romanov là 55–80 kg và trọng lượng trung bình của một con cừu cái là 40–50 kg. Từ 3-4 tháng tuổi, cừu Romanov thành thục sinh dục và sẽ bắt đầu nhân giống bất kỳ tháng nào trong năm. Sự khác biệt về sinh sản tồn tại giữa các giống và kiểu gen ở cừu. Cừu Romanov thường có tỷ lệ đẻ rất cao so với cừu Pramenka (250% so với 110%).
Trán chúng phẳng, xương mũi lồi ra, chúng có hố nước mắt, mõm của chúng mỏng, môi hoạt động, răng cửa sắc, nhờ đó chúng có thể gặm được cỏ mọc thấp và bứt được những lá thân cây mềm mại, hợp khẩu vị trên cao để ăn. Chúng có thói quen đi kiếm ăn theo bầy đàn, tạo thành nhóm lớn trên đồng cỏ. Trong da chúng có nhiều tuyến mồ hôi và tuyến mỡ hơn dê. Bởi thế chúng bài tiết mồ hôi nhiều hơn và các cơ quan hô hấp tham gia tích cực hơn vào quá trình điều tiết nhiệt.

## Lai tạo
Lai kết hợp giữa chúng với cừu địa phương cho kết quả rất tốt. Gần đây năm giống cừu đực cừu Dorset, cừu Finnsheep, cừu Romanov, cừu Texel và cừu Montadale và hai giống cừu cái cừu Composite III và Northwestern Whiteface đã được đánh giá ở cả quần thể thuần và lai, sản xuất thịt cừu thương mại có thể được cải thiện đáng kể nếu sử dụng con cái lai cừu Romanov là con mẹ trong hệ thống lai luân chuyển. Con lai cừu Charolais x cừu Awassi và cừu Romanov x cừu Awassi sinh trưởng tốt hơn con thuần giống cừu Awassi, đây có thể là hiệu ứng của ưu thế lai và khác biệt về địa lý.
Cừu giống Romanov mặc dù sinh sản rất tốt 3 đến 5 cừu con một lần đẻ nhưng cừu con lại sinh trưởng chậm, thịt xẻ thấp cho nên không còn đáp ứng được nhu cầu của người nuôi và thị trường. Để đáp ứng nhu cầu về thịt cừu, lai cừu Romanov với cừu đực giống thịt cừu Wiltshire Horn đã được tiến hành tại Lithuania từ năm 2009. Kết quả cho thấy cừu Romanov lai với cừu đực Wiltshire Horn đã có ảnh hưởng tích cực đến khối lượng (cừu lai nặng hơn 1,04-1,25 kg), tốc độ sinh trưởng tăng (tăng thêm 36,55-50,85 g/ngày) và tỷ lệ thịt xẻ ở con lai tăng, mặc dù số cừu con sinh ra bị giảm đi 26,50%.
Để tăng khả năng sinh sản của cừu, bằng phương pháp là cho lai các giống địa phương với các giống cừu ngoại sinh sản tốt, cho thịt nhiều như các giống cừu: cừu Romanov, cừu Finish, cừu Charollais, cừu Suffolk, cừu Texel. Khối lượng giết thịt khác nhau thì tỷ lệ thịt xẻ khác nhau, tỷ lệ thịt xẻ phụ thuộc vào khối lượng giết mổ và có thể thay đổi từ 37 đến 45%, cừu Chokla có tỷ lệ thịt xẻ tương tự như báo cáo trên cừu Romanov, giống khác nhau thì có tỷ lệ thịt xẻ khác nhau, tuy nhiên có thể nâng cao tỷ lệ thịt xẻ bằng nuôi dưỡng và quản lý.

## Chăn nuôi

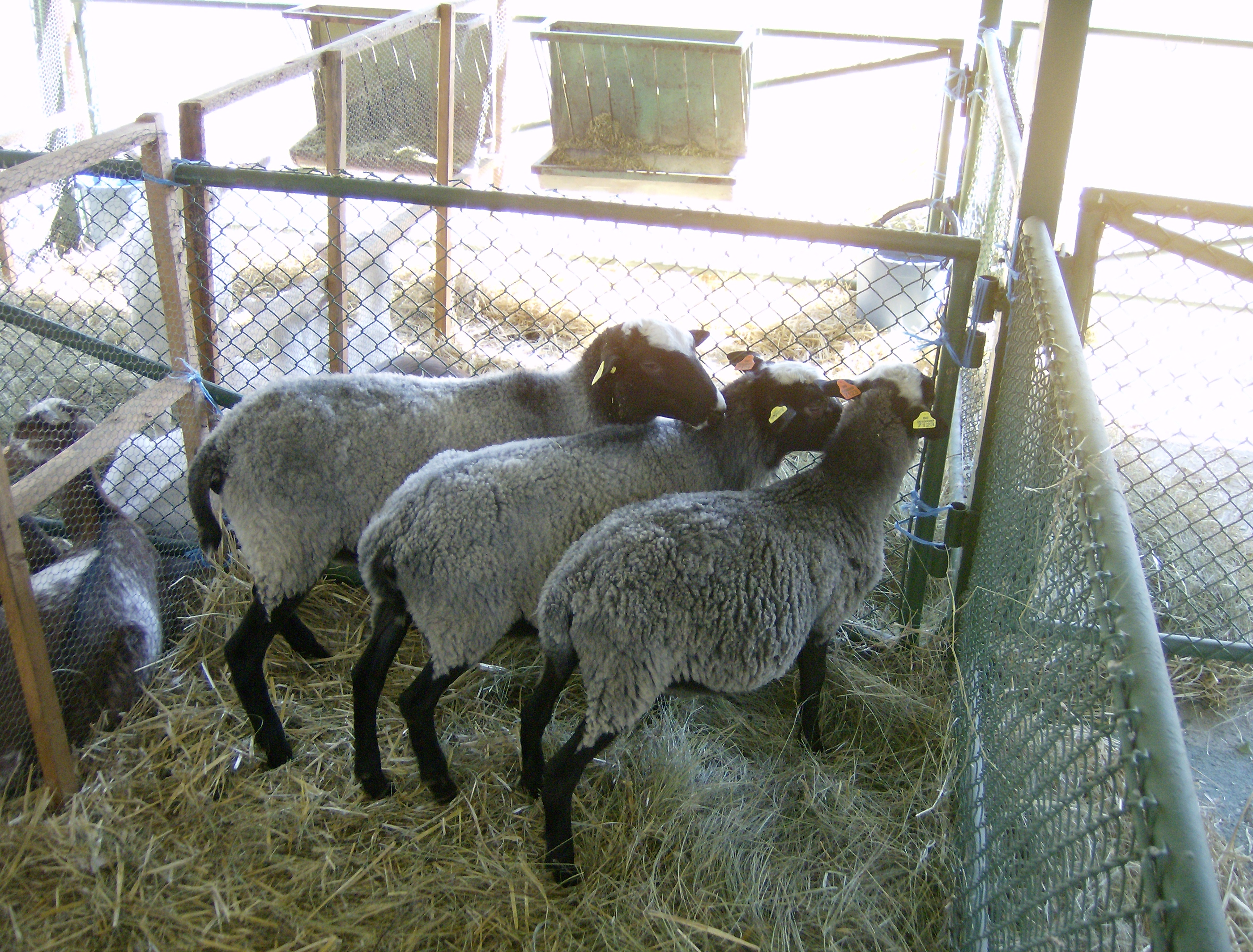
Những con cừu đực Romanov

Chúng có tính bầy đàn cao nên dễ quản lý, chúng thường đi kiếm ăn theo đàn nên việc chăm sóc và quản lý rất thuận lợi. Chúng cũng là loài dễ nuôi, mau lớn, ít tốn công chăm sóc. So với chăn nuôi bò thì chúng là vật nuôi dễ tính hơn, thức ăn của chúng rất đa dạng, thức ăn của chúng là những loại không cạnh tranh với lương thực của người. Chúng là động vật có vú ăn rất nhiều cỏ.
Hầu hết chúng gặm cỏ và ăn các loại cỏ khô khác, tránh các phần thực vật có gỗ nhiều. Chúng có chế độ hoạt động ban ngày, ăn từ sáng đến tối, thỉnh thoảng dừng lại để nghỉ ngơi và nhai lại. Đồng cỏ lý tưởng cho chúng như cỏ và cây họ Đậu. Khác với thức ăn gia súc, thức ăn chính của chúng trong mùa đông là cỏ khô.
Chúng là loài ăn tạp, có thể ăn được nhiều loại thức ăn bao gồm thức ăn thô xanh các loại như: rơm cỏ tươi, khô, rau, củ quả bầu bí các loại, phế phụ phẩm công nông nghiệp và các loại thức ăn tinh bổ sung như cám gạo ngũ cốc. Mỗi ngày chúng có thể ăn được một lượng thức ăn 15-20% thể trọng. Chúng cần một lượng thức ăn tính theo vật chất khô bằng 3,5% thể trọng. Với nhu cầu 65% vật chất khô từ thức ăn thô xanh (0,91 kg) và 35% vật chất khô từ thức ăn tinh (0,49 kg). Khi cho chúng ăn loại thức ăn thô xanh chứa 20% vật chất khô và thức ăn tinh chứa 90% vật chất khô.
Nguồn nước uống là nhu cầu cơ bản của chúng. Lượng nước cần cho chúng biến động theo mùa và loại và chất lượng thực phẩm mà chúng tiêu thụ. Khi chúng ăn nhiều trong các tháng đầu tiên và có mưa (kể cả sương, khi chúng ăn vào sáng sớm), chúng cần ít nước hơn. Khi chúng ăn nhiều cỏ khô thì chúng cần nhiều nước. Chúng cũng cần uống nước sạch, và có thể không uống nếu nước có tảo hoặc chất cặn. Trong một số khẩu phần ăn của chúng cũng bao gồm các khoáng chất, hoặc trộn với lượng ít.

## Chăm sóc
Sau khi cho phối giống 16-17 ngày mà không có biểu hiện động dục lại là có thể cừu đã có chửa, Căn cứ vào ngày phối giống để chuẩn bị đỡ đẻ cho cừu (thời gian mang thai của cừu 146-150 ngày) nhằm hạn chế cừu sơ sinh bị chết; Có thể bồi dưỡng thêm thức ăn tinh và rau cỏ non cho cừu có chửa nhưng tuyệt đối tránh thức ăn hôi mốc; Khi có dấu hiệu sắp đẻ (bầu vú căng, xuống sữa, sụt mông, âm hộ sưng to, dịch nhờn chảy ra, cào bới sàn...) nên nhốt ở chuồng riêng có lót ổ rơm và chăn dắt gần, tránh đồi dốc.
Thông thường cừu mẹ nằm đẻ nhưng cũng có trường hợp đứng đẻ, tốt nhất nên chuẩn bị đỡ đẻ cho cừu; Sau khi đẻ cừu mẹ tự liếm cho con. Tuy nhiên, vẫn phải lấy khăn sạch lau khô cho cừu con, nhất là ở miệng và mũi cho cừu con dễ thở. Lấy chỉ sạch buộc cuống rốn (cách rốn 4–5 cm), cắt cuống rốn cho cừu con và dùng cồn Iod để sát trùng; Giúp cừu con sơ sinh đứng dậy bú sữa đầu càng sớm càng tốt (vì trong sữa đầu có nhiều kháng thể tự nhiên); Đẻ xong cho cừu mẹ uống nước thoải mái (có pha đường 1% hoặc muối 0.5%).
Cừu con trong 10 ngày đầu sau khi đẻ cừu con bú sữa mẹ tự do; Từ 11-21 ngày tuổi cừu con bú mẹ 3 lần/ngày, nên tập cho cừu con ăn thêm thức ăn tinh và cỏ non, ngon; 80-90 ngày tuổi có thể cai sữa. Giai đoạn này phải có cỏ tươi non, ngon cho cừu con để kích thích bộ máy tiêu hóa phát triển (đặc biệt là dạ cỏ) và bù đắp lượng dinh dưỡng thiếu hụt do sữa mẹ cung cấp không đủ; Cừu sinh trưởng và phát triển nhanh, mạnh ở giai đoạn này.